# Blå gatan
Blå gatan är en svensk TV-serie av Kent Andersson och Bengt Bratt, med Bo Hermansson som producent och regissör.
Handlingen utspelade sig i arbetarstadsdelen Haga i Göteborg, där tittarna fick bekanta sig med typer av skilda slag.
Serien var en blandning av drama, buskis och music hall.
I rollerna ses bland andra John Harryson, Sonya Hedenbratt, Sten-Åke Cederhök, Inger Hayman och Hans Wigren.
Serien sändes i fem avsnitt 1966 och har visats i repris några gånger, bland annat i Minnenas television.